# فيكتوريا وليامز (لاعبة كرة الريشة)
فيكتوريا وليامز (بالإنجليزية: Victoria Williams)‏ هي لاعبة كرة الريشة بريطانية، ولدت في 15 مايو 1995 في شفيلد في المملكة المتحدة.

## وصلات خارجية
- فيكتوريا وليامز على موقع BWF.tournamentsoftware.com (الإنجليزية)
- فيكتوريا وليامز على موقع BWFbadminton.com (الإنجليزية)